# Boarmia intectaria
Boarmia intectaria är en fjärilsart som beskrevs av Walker 1862. Boarmia intectaria ingår i släktet Boarmia och familjen mätare. Inga underarter finns listade i Catalogue of Life.